# Pozieres British Cemetery
Pozieres British Cemetery is een Britse militaire begraafplaats uit de Eerste Wereldoorlog gelegen in de Franse gemeenten Ovillers-la-Boisselle en Pozières (departement Somme), ongeveer 6 km ten noordoosten van Albert. De begraafplaats werd ontworpen door William Cowlishaw en wordt onderhouden door de Commonwealth War Graves Commission. Het terrein wordt omgeven door het Pozieres Memorial.
Er liggen 2.759 doden begraven waaronder 1.382 niet geïdentificeerde.

## Geschiedenis
Pozières werd op 24 juli 1916, tijdens de Slag aan de Somme, door de 1st Australian en 48th (South Midland) Divisions ingenomen. Op 24-25 maart 1918 werd het door de Duitsers opnieuw veroverd tijdens het Duitse lenteoffensief, maar op 24 augustus 1918 kwam het terug in Britse handen.
De oorspronkelijke graven zijn van slachtoffers van gevechtstroepen die onmiddellijk begraven zijn tijdens de gevechten van 1916, 1917 en 1918 en van overledenen uit de hulpposten. Na de wapenstilstand werden nog gesneuvelden uit de omliggende slagvelden en enkele ontruimde begraafplaatsen naar hier overgebracht waaronder: 55 uit Casualty Corner Cemetery in Contalmaison, 34 uit Danube Post Cemetery in Thiepval en 60 uit Nab Junction Cemetery in Ovillers-La Boisselle.
Bij de geïdentificeerde slachtoffers liggen er nu 766 Britten, 458 Australiërs en 151 Canadezen. Er ligt ook 1 Duitser begraven. Voor 23 slachtoffers werden Special Memorials opgericht omdat hun graven niet meer teruggevonden werden en men aanneemt dat ze zich onder de naamloze graven bevinden. Er liggen 1.382 niet geïdentificeerde doden.

## Graven

### Onderscheiden militairen
- Sergeant Claude Charles Castleton van het 5th Coy. Australian Machine Gun Corps sneuvelde op 29 juli 1916. Hij kreeg het Victoria Cross (VC) voor zijn moedig optreden tijdens het evacueren van gewonde soldaten onder hevig vijandelijk vuur. Bij zijn laatste poging werd hij zelf getroffen en stierf onmiddellijk. Hij was 23 jaar.
- kapitein Keith Heritage en compagnie sergeant-majoor Georges Alfred Morris, beiden van de Australian Infantry, A.I.F.; Richard Conway Lowe, kapitein bij het Royal Warwickshire Regiment; George Brown Cameron, luitenant bij het Army Service Corps en Douglas Fraser Bruce, onderluitenant bij de Rifle Brigade werden onderscheiden met het Military Cross (MC).
- de sergeanten Cecil Raymond Heaton en Robert George Stone van de Australian Infantry, A.I.F. en sergeant Daniel Greene van de Northumberland Fusiliers werden onderscheiden met de Distinguished Conduct Medal (DCM). Laatstgenoemde ontving ook de Military Medal (DCM, MM).
- er zijn nog 22 militairen die de Military Medal (MM) ontvingen waarbij compagnie sergeant-majoor Peter Lamb ook nog onderscheiden werd met de Meritorious Service Medal (MM, MSM).

### Minderjarige militairen
- Charles Frank Church, soldaat bij de Australian Infantry, A.I.F. was 16 jaar toen hij op 18 augustus 1918 sneuvelde.
- de soldaten Ben Crooks en Frank Ruppert Grainger, beiden van de Australian Infantry, A.I.F., Horace Henry Griffiths, schutter bij het King's Royal Rifle Corps en Henry George Ward, soldaat bij de Oxford and Bucks Light Infantry waren 17 jaar toen ze sneuvelden.

### Aliassen
- luitenant Harry Edward Taylor diende onder het alias J.E. Stone bij de Australian Infantry, A.I.F..
- soldaat Alex McLeod diende onder het alias J. Campbell bij de Canadian Infantry.
- soldaat Georges Tatum diende onder het alias Edwin Burton bij het Middlesex Regiment.
- soldaat Richard Leslie Warn diende onder het alias Richard Leslie bij de Australian Infantry, A.I.F..
- soldaat Arthur George Catts diende onder het alias A.G. Carter bij de Australian Infantry, A.I.F..
- soldaat Norman Leslie Agnew diende onder het alias N.L. Sherrif bij de Australian Infantry, A.I.F..
- soldaat James Edwin Stribling diende onder het alias J.E. Smith bij de Australian Infantry, A.I.F..
- soldaat Alick Hilton Leatherdale diende onder het alias G. Kirby bij de Canadian Infantry.